# Persone di nome Gertrude
| Questa pagina contiene informazioni ricavate automaticamente dalle voci biografiche con l'ausilio del template Bio e di un bot. L'aggiornamento è periodico e automatico e ricostruisce completamente la pagina. Se manca una persona in questa lista, sei pregato di non aggiungerla, ma accertati piuttosto che la sua voce biografica contenga il template Bio e che i dati anagrafici siano correttamente compilati. Se il template Bio manca, inseriscilo tu stesso o, in alternativa, metti l'avviso {{tmp\|Bio}} che ne segnala la mancanza. Se i dati riportati sono sbagliati, correggi direttamente la voce biografica; le modifiche saranno visibili in questa lista entro pochi giorni. Per chiarimenti vedi il progetto antroponimi. La lista contiene solo le 71 persone che sono citate nell'enciclopedia e per le quali è stato implementato correttamente il template Bio. Pagina aggiornata al 6 giu 2025. |

Questa è una lista di persone presenti nell'enciclopedia che hanno il nome Gertrude, suddivise per attività principale.

## Archeologhe(1)
- Gertrude Bell, archeologa, scrittrice e esploratrice britannica (Washington Hall, n. 1868 - Baghdad, † 1926)

## Arciere(1)
- Gertrude Appleyard, arciera britannica (n. 1865 - † 1917)

## Artiste(1)
- Gertrude Jekyll, artista e scrittrice britannica (Londra, n. 1843 - Munstead Heath, † 1932)

## Attrici(13)
- Gertrude Astor, attrice statunitense (Lakewood, n. 1887 - Woodland Hills, † 1977)
- Gertrude Bambrick, attrice e coreografa statunitense (n. 1897 - Boynton Beach, † 1974)
- Gertrude Berg, attrice, sceneggiatrice e produttrice televisiva statunitense (New York, n. 1899 - New York, † 1966)
- Gertrude Claire, attrice statunitense (Chicago, n. 1852 - Los Angeles, † 1928)
- Hedwig Pringsheim, attrice tedesca (Berlino, n. 1855 - Zurigo, † 1942)
- Gertrude Elliott, attrice statunitense (Rockland, n. 1874 - Kent, † 1950)
- Gertrude Lawrence, attrice e cantante britannica (Londra, n. 1898 - New York, † 1952)
- Gertrude McCoy, attrice statunitense (Sugar Valley, n. 1890 - Atlanta, † 1967)
- Gertrude Messinger, attrice statunitense (Spokane, n. 1911 - Woodland Hills, † 1995)
- Gertrude Michael, attrice statunitense (Talladega, n. 1911 - Beverly Hills, † 1964)
- Gertrude Olmstead, attrice statunitense (Chicago, n. 1897 - Beverly Hills, † 1975)
- Gertrude Robinson, attrice statunitense (New York, n. 1890 - Hollywood, † 1962)
- Gertrude Short, attrice statunitense (Cincinnati, n. 1902 - Hollywood, † 1968)

## Badesse(3)
- Gertrude di Nivelles, badessa franca (Landen - Nivelles, † 664)
- Gertrude di Hamage, badessa franca († 649)
- Gertrude di Altenberg, badessa tedesca (Turingia, n. 1227 - Solms, † 1297)

## Canoiste(1)
- Gertrude Liebhart, canoista austriaca (Langenzersdorf, n. 1928 - † 2008)

## Cantanti(2)
- Gertrude Niesen, cantante, attrice e paroliera statunitense (n. 1911 - Glendale, † 1975)
- Ma Rainey, cantante statunitense (Columbus, n. 1886 - Columbus, † 1939)

## Cestiste(1)
- Gertrude Ndombe, cestista della Repubblica Democratica del Congo (Léopoldville, n. 1960 - Kinshasa, † 2024)

## Criminali(1)
- Consolata Mukangango, criminale ruandese (Gitarama, n. 1958)

## Danzatrici(2)
- Gertrude Hoffmann, ballerina e coreografa statunitense (San Francisco, n. 1886 - Los Angeles, † 1966)
- Adeline Plunkett, ballerina belga (Bruxelles, n. 1824 - Parigi, † 1910)

## Economiste(1)
- Gertrude Tumpel-Gugerell, economista austriaca (Kapelln, n. 1952)

## Farmacologhe(1)
- Gertrude B. Elion, farmacologa e biochimica statunitense (New York, n. 1918 - Chapel Hill, † 1999)

## Filosofe(1)
- Gertrude Elizabeth Margaret Anscombe, filosofa britannica (Limerick, n. 1919 - Cambridge, † 2001)

## Fotografe(1)
- Gertrude Käsebier, fotografa statunitense (Fort Des Moines, n. 1852 - New York, † 1934)

## Giornaliste(2)
- Gertrude Elizabeth Blood, giornalista, scrittrice e drammaturga irlandese (Dublino, n. 1857 - Londra, † 1911)
- Gertrude Emerson Sen, giornalista, scrittrice e insegnante statunitense (Lake Forest, n. 1890 - Uttar Pradesh, † 1982)

## Illustratrici(1)
- Gertrude Mary Woodward, illustratrice britannica (St Pancras, n. 1854 - † 1939)

## Matematiche(1)
- Gertrude Blanch, matematica russa (Kolno, n. 1897 - San Diego, † 1996)

## Nobildonne(3)
- Gertrude di Hohenberg, nobildonna tedesca (Deilingen, n. 1225 - Vienna, † 1281)
- Gertrude di Brunswick, nobildonna tedesca († 1117)
- Gertrude delle Fiandre, nobildonna francese († 1186)

## Nobili(8)
- Gertrude di Supplimburgo, nobile tedesca (n. 1115 - † 1143)
- Gertrude di Babenberg, nobile austriaca (n. 1226 - † 1288)
- Gertrude Billung, nobile tedesca (n. 1028 - † 1113)
- Gertrude di Sulzbach, nobile tedesca (Abbazia di Hersfeld, † 1146)
- Gertrude di Comburg, nobile tedesco (n. 1095)
- Gertrude di Baviera e Sassonia, nobile tedesca († 1197)
- Gertrude la Vecchia di Braunschweig, nobile tedesca († 1077)
- Gertrude d'Asburgo-Lorena, nobile (Wallsee-Sindelburg, n. 1900 - Ravensburg, † 1962)

## Nuotatrici(1)
- Gertrude Ederle, nuotatrice statunitense (New York, n. 1905 - Wyckoff, † 2003)

## Pattinatrici artistiche su ghiaccio(1)
- Kathleen Shaw, pattinatrice artistica su ghiaccio britannica (n. 1903 - † 1983)

## Pittrici(2)
- Gertrude Abercrombie, pittrice statunitense (Austin, n. 1909 - Chicago, † 1977)
- Sister Gertrude Morgan, pittrice, musicista e predicatrice statunitense (La Fayette, n. 1900 - New Orleans, † 1980)

## Religiose(4)
- Gertrude Cordovana, religiosa italiana (Caltanissetta - Palermo, † 1724)
- Gertrude di Helfta, religiosa e santa tedesca (Eisleben, n. 1256 - Helfta, † 1302)
- Gertrude di Hackeborn, religiosa tedesca (n. 1232 - † 1292)
- Gertrude van der Oosten, religiosa e mistica olandese (Contea d'Olanda - † 1358)

## Sceneggiatrici(1)
- Gertrude Thanhouser, sceneggiatrice e attrice statunitense (Beauvoir, n. 1880 - Long Island, † 1951)

## Scrittrici(4)
- Gertrude Atherton, scrittrice statunitense (San Francisco, n. 1857 - San Francisco, † 1948)
- Gertrude Barrows Bennett, scrittrice statunitense (Minneapolis, n. 1883 - San Francisco, † 1948)
- Iso Mutsu, scrittrice britannica (Oxford, n. 1867 - Kamakura, † 1930)
- Gertrude Stein, scrittrice e poetessa statunitense (Allegheny, n. 1874 - Neuilly-sur-Seine, † 1946)

## Scultrici(1)
- Gertrude Vanderbilt Whitney, scultrice statunitense (New York, n. 1875 - New York, † 1942)

## Soprani(2)
- Gertrude Grob-Prandl, soprano austriaco (Vienna, n. 1917 - Vienna, † 1995)
- Henriette Sontag, soprano e attrice teatrale tedesca (Coblenza, n. 1805 - Messico, † 1854)

## Sovrane(1)
- Gertrude di Merania, regina (Andechs, n. 1185 - Pilis, † 1213)

## Statistiche(1)
- Gertrude Mary Cox, statistica statunitense (Dayton, n. 1900 - Durham, † 1978)

## Supercentenarie(2)
- Gertrude Baines, supercentenaria statunitense (Shellman, n. 1894 - Los Angeles, † 2009)
- Gertrude Weaver, supercentenaria statunitense (Lafayette County, n. 1898 - Camden, † 2015)

## Tenniste(1)
- Mary Heeley, tennista britannica (Birmingham, n. 1911 - Città del Capo, † 2002)

## Wrestler(1)
- Luna Vachon, wrestler statunitense (Atlanta, n. 1962 - Contea di Pasco, † 2010)

## Senza attività specificata(4)
- Gertrude Falkenstein, contessa (Bonn, n. 1803 - Praga, † 1882)
- Petronilla di Lorena, contessa (Vlaardingen - Rijnsburg, † 1144)
- Gertrude Pressburger, austriaca (Vienna, n. 1927 - † 2021)
- Gertrude de Dabo, francese (n. 1190 - † 1225)